# Sarcophaga emmrichi
Sarcophaga emmrichi är en tvåvingeart som beskrevs av Andy Z. Lehrer 2000. Sarcophaga emmrichi ingår i släktet Sarcophaga och familjen köttflugor. Inga underarter finns listade i Catalogue of Life.